# In nuce (album)
In nuce, o Queen in nuce, è un album bootleg del 1995, che contiene brani degli Smile, di Freddie Mercury e dei Queen.
Pubblicato solo in Italia, dalla Milestone Records, è un album che raccoglie le prime canzoni del gruppo che ora conosciamo come Queen.

## Descrizione
L'album contiene una serie di brani registrati da alcuni membri della band dei Queen dal 1969 al 1973. In particolare include: due canzoni pubblicate come singolo da Freddie Mercury nel 1973 con lo pseudonimo Larry Lurex (Going Back e I Can Hear Music), una canzone dei Queen incisa nel 1972 e non inclusa nel loro album di debutto del 1973 (Mad The Swine), cinque canzoni degli Smile (gruppo formato da due futuri membri dei Queen, Brian May e Roger Taylor, insieme a Tim Staffell) registrate nel 1969 e già pubblicate nell'EP Gettin' Smile del 1982.
Nel 2012 è stato ripubblicato con l'aggiunta di due tracce bonus.

## Tracce
1. Freddie Mercury – Going Back – 3:18 (Dusty Springfield)
2. Freddie Mercury – I Can Hear Music – 3:34 (Jeff Barry, Ellie Greenwich, Phil Spector)
3. Queen – Mad the Swine – 3:19 (Brian May, Freddie Mercury, Roger Taylor)
4. Smile – Earth – 3:57 (Tim Staffell)
5. Smile – April Lady – 2:40 (Brian May, Tim Staffell)
6. Smile – Polar Bear – 4:02 (Brian May, Tim Staffell)
7. Smile – Step on Me – 3:10 (Brian May, Tim Staffell)
8. Smile – Blag – 3:13 (Brian May, Tim Staffell)

Tracce bonus nella riedizione del 2012
1. Queen – Misfire – 1:56 (John Deacon)
2. Freddie Mercury – Going Back (remix) – 5:25 (Dusty Springfield)

## Formazione
- Freddie Mercury – voce in Going Back, I Can Hear Music e Mad the Swine, pianoforte in Going Back
- Brian May – voce, chitarra elettrica
- Tim Staffell – basso (eccetto in Mad The Swine e Misfire)
- John Deacon – basso in Mad the Swine e Misfire
- Roger Taylor – batteria, percussioni, cori; campanaccio in Mad the Swine